# Cẩm Phú (xã)
Cẩm Phú là một xã thuộc huyện Cẩm Thủy, tỉnh Thanh Hóa, Việt Nam.
Xã Cẩm Phú có diện tích 20,86 km², dân số năm 1999 là 5922 người, mật độ dân số đạt 284 người/km².

## Địa giới hành chính
Xã Cẩm Phú nằm ở phía nam của huyện Cẩm Thủy.
- Phía bắc giáp các xã Cẩm Ngọc và Cẩm Long, huyện Cẩm Thủy.
- Phía đông giáp xã Thạch Long, huyện Thạch Thành.
- Phía nam giáp các xã Vĩnh Long, Vĩnh Quang, huyện Vĩnh Lộc và Cẩm Vân, Cẩm Tân, huyện Cẩm Thủy.
- Phía tây giáp xã Cẩm Tân, huyện Cẩm Thủy.

## Hành chính
Năm 2004, sau khi thị trấn nông trường Phúc Do được giải thể, xã Phúc Do được thành lập trên cơ sở 220,74 ha diện tích của xã Cẩm Tân và 358,21 ha diện tích của xã Cẩm Phú do thị trấn nông trường Phúc Do quản lý trước đây. Ngoài ra, 602 người của thị trấn nông trường Phúc Do được chuyển về xã Cẩm Phú.

## Giao thông
Xã Cẩm Phú có tỉnh lộ 217 chạy qua.